# The Feeling
The Feeling es un grupo de Pop Rock compuesto de cinco miembros de Londres (Reino Unido), y han sido nominados a un Premios Brit. El guitarrista del grupo considera su música como Pop. Su música ha sido comparada con las de Supertramp, 10cc, The Bluetones, Electric Light Orchestra, Andrew Gold y Elton John.
Después de publicar la edición limitada "Fill My Little World", su sencillo-debut publicado a finales del 2005 en el Reino Unido, el grupo entró directamente al UK Top 10 con su Hit-Single "Sewn", publicado en marzo del 2006. El sencillo fue uno de los Hits del año en el Reino Unido.
Su álbum-debut, "Twelve Stops And Home", fue publicado el 5 de junio del 2006 en el Reino Unido, y el 27 de febrero del 2007 en Estados Unidos.
A comienzos del 2007, Planet Sound anunció que The Feeling fue la banda más sonada del 2006 en las Radios Británicas.

## Miembros
- Dan Gillespie Sells - Vocalista y Guitarra.
- Richard Jones - Bajista y Coro de Dan (Es el esposo de la cantante Sophie Ellis-Bextor).
- Kevin Jeremiah - Guitarrista y Coro de Dan.
- Ciaran Jeremiah - Pianista y Coro de Dan.
- Paul Steward - Percusión

La mayor parte de los componentes del grupo son de Horsham, Sussex (Inglaterra), a excepción del líder Dan Gillespie Sells, que es de Londres, y Richard Jones, que es de Forest Row, que también está en Sussex.
El nombre del grupo proviene de un pequeño bar en París, en el que pensaban que el nombre "The Feeling" pegaba más para un grupo que para un café.
Ellos pasaron mucho tiempo en los Alpes después de su debut haciendo covers [como por ejemplo, el "Video Killed The Radio Star" de The Buggles], & giras por toda Europa.

## Carrera musical
Después del éxito que tuvo su primer sencillo oficial, "Sewn", el DJ Chris Moyles de la BBC Radio 1 utilizó para el tema principal de su programa "The Breakfast Show" el sencillo "Fill My Little World", sencillo que se re-editaría más tarde como segundo sencillo del álbum. Para celebrar la publicación del disco "Twelve Stops And Home", la compañía discográfica del grupo, Island Records, llevó a 120 periodistas musicales del Reino Unido a París dónde el grupo tocó en directo en un restaurante de la capital Francesa. Esto fue en homenaje al nombre del café parisino del que tomaron nombre.

### Twelve Stops & Home
El sencillo "Sewn" llegó al #7 en el Reino Unido en marzo del 2006, y más tarde, en mayo del 2006, "Fill My Little World" llegaría al #10. Este sencillo, "Fill My Little World", fue el segundo del disco, y permaneció 4 semanas en el puesto #16. "Never Be Lonely" sería el tercer sencillo del grupo, publicado en agosto del 2006, y se convirtió en el tercer Top 10 Hit de la banda, llegando al #9 en el Reino Unido, donde permanceció el sencillo en el Top 10 durante dos semanas.
En el resto del mundo, The Feeling ha tenido bastante éxito, consiguiendo Top 10 en prácticamente toda Europa y Asia, y su álbum ha cosechado gran éxito internacional, vendiendo ya más de 4,500,000 de copias en total.
El grupo tiene su propio Blog en la página web de The Sun: "On Tour with The Feeling", durante su gira por el Reino Unido.
Han asistido a numerosos festivales de verano en UK, incluyendo el "T In The Park", "V Festival" y "Oxegen Festival". También han actuado el 19 de junio del 2006 en el "Jesus May Ball".
El 1 de septiembre del 2006 actuaron en el primer programa de la cantante inglesa Charlotte Church, en su programa "The Charlotte Church Show", cantando el tema "Never Be Lonely" junto con la propia Charlotte Church.
También actuaron en el "Children In Need 2006" cantando el sencillo "Love It When You Call", y el 20 de enero del 2007 actuaron en el "All Murray's Happy Hour", tocando el mismo sencillo.
El sencillo "Love It When You Call", fue publicado el 20 de noviembre del 2006, llegando al #18 en el Reino Unido.
Richard Jones se casó con la cantante de Pop/Dance más exitosa del Reino Unido Sophie Ellis-Bextor, con quién tiene un hijo, Sonny, nacido en abril de 2004.
Dan y Richard se conocieron como estudiantes del Brit School en Croydon, Surrey en 1995, y fueron miembros del grupo "Horn".
El grupo comenzó a mediados del 2006 una gira por toda Estados Unidos, y van a lanzar en USA su EP "Four Stops And Home", que tiene el sencillo "Sewn", más tres canciones inéditas: "Helicopter", "When I Return" y "All You Need To Do".
A finales del 2006, comienzos del 2007, The Feeling hará una gran Gira por todo el Reino Unido y Europa, que finalizará en Londres el 3 de marzo del 2007.
El 12 de febrero del 2007, The Feeling publicaron el quinto y último sencillo de su álbum-debut, "Rosé", que llegó al puesto #38 de las Listas de los sencillos más Vendidos del Reino Unido, siendo la posición más baja que obtuvo el grupo.

### Four Stops & Home
Four Stops & Home es el primer EP del grupo británico The Feeling publicado sólo en Estados Unidos. El EP fue publicado el 10 de octubre del 2006 en Estados Unidos, justo después de publicar allí el sencillo "Sewn", sencillo que consiguió llegar al #27 en el US Billboard 200.
El disco contiene el sencillo "Sewn" y su videoclip, y además, contiene tres canciones, dos de ellas inéditas: "All You Need To Do" y "When I Return". El EP consiguió vender más de 250,000 copias en Estados Unidos, llegando al #85 del Billboard 200.

### Join With Us
En febrero de 2008, publican su segundo álbum, con 12 nuevos temas más un "hidden track", como ya se ha convertido en tradición en sus trabajos discográficos. Un mes antes, en enernjbmbbhbUnido y ocupa el primer puesto de la lista británica. Tras la sensación de este primer sencillo sale a la venta el disco completo el día 18 de febrero lunes. Seguidamente, llegó el segundo sencillo, "Without you" con su respectivo videoclip ambientado en un laboratorio de investigaciones espaciales de mediados del siglo XX y "Turn it up", en cuyo videoclip los cinco componentes se transforman en clowns en medio de una puesta en escena fastuosa.
En el mes de julio, Capital live propone al grupo un reto en 24 horas: elaborar un nuevo videoclip para su canción "join with us", que da nombre al disco. Tras terminar el trabajo en tiempo récord con excelentes resultados, los miembros de la banda y los productores musicales deciden utilizar este videoclip para el sigle que saldría al final de ese mismo verano: "Join with us".
Junto a los sencillos de "Join with us", también han llegado otras b-sides interesantes. Un uno de los encuentros virtuales que los miembros del grupo mantienen asiduamente con los fans desde el website oficial, Kevin Jeremiah afirmaba en verano de 2008: "nos encanta hacer covers de nuestras canciones favoritas". En "Turn it up" incluyeron una versión de "Our time is running out" de Muse, y en "Join with us" están incluidas las de "She’s Gone" (Hall & Oates cover) y "Spitting Feathers", que según comentó el guitarrista del grupo en la mencionada entrevista, ha surgido de una nueva manera de trabajar. Normalmente primero se idea la melodía principal con la letra, y a partir de ahí se incorporan los acompañamientos. En este caso, ha sido al contrario. Los cinco componentes han decidido improvisar en primer lugar con sus instrumentos y a continuación, comenzar a cantar sobre esta música surgida espontáneamente.
Asimismo, esta canción aparece en el anuncio del Toyota Auris, que se puede ver en España.

### Together We Were Made
En 2011, salió lo que será su tercer álbum de estudio llamado Together We Were Made, que salió a la venta el 13 de junio de 2011, producido por el productor canadiense Bob Ezrin.
El primer sencillo del disco se llama "Set My World On Fire", que fue estrenado en Radio 1 el 2 de mayo de 2011 y en iTunes el 4 de mayo de 2011. El video musical en el canal ITV1 en el programa "Paul O'Grady Live" el 6 de mayo de 2011.

## Discografía
| Álbumes de estudio: - Twelve Stops and Home (2006) - Join With Us (2008) - Together We Were Made (2011) - Boy Cried Wolf (2013) - The Feeling (2016) - Loss. Hope. Love (2022) | Álbumes recopilatorios: - Singles: 2006-2011 (2011) |

## Enlaces Relacionados
- Official website
- Official MySpace
- Official US website

- Datos: Q1196599
- Multimedia: The Feeling / Q1196599